# Klaudia Zwolińska
Klaudia Kinga Zwolińska (* 18. Dezember 1998 in Nowy Sącz) ist eine polnische Kanutin, die im Kanuslalom aktiv ist.

## Karriere
Klaudia Zwolińska wurde bereits bei den Juniorinnen Welt- und Europameisterin und wiederholte diesen Erfolg in der U23-Kategorie nochmals bei Europameisterschaften. 2014 nahm sie in Nanjing an den Olympischen Jugend-Sommerspielen teil, jedoch ohne Medaillenplatzierung. Bereits ein Jahr darauf sicherte sie sich bei den Erwachsenen ihre erste Medaille, als sie in Markkleeberg bei den Europameisterschaften mit der Mannschaft im Einer-Kajak den zweiten Platz belegte. Bei den 2021 ausgetragenen Olympischen Spielen 2020 in Tokio trat Zwolińska im Einer-Kajak an und zog nach Rang zehn in den Vorläufen und auch im Halbfinale ins Finale ein. Dieses beendete sie nach zwei Torberührungen in einer Zeit von 108,98 s auf dem fünften Platz.
2022 gewann sie bei den Europameisterschaften in Liptovský Mikuláš mit der Mannschaft im Einer-Kajak ebenso Bronze wie bei den Weltmeisterschaften in Augsburg. Bei den Europaspielen 2023 in Krakau gewann Zwolińska sowohl im Einer-Canadier als auch im Einer-Kajak die Silbermedaille und gewann wenig später bei den Weltmeisterschaften in London im Einer-Kajak Bronze. In Tacen gelang ihr 2024 bei den Europameisterschaften im Einer-Kajak der Titelgewinn. Bei den Olympischen Spielen 2024 in Paris trat Zwolińska in drei Disziplinen an. Im Einer-Kajak belegte sie nach den Vorläufen Rang zwei und schloss das Halbfinale ebenfalls als Zweite ab. Ihren Finallauf beendete sie in 97,53 Sekunden, womit sie hinter der siegreichen Australierin Jessica Fox, die in 96,08 Sekunden Olympiasiegerin wurde, und vor der in 98,94 Sekunden drittplatzierten Britin Kimberley Woods als Zweite die Silbermedaille gewann. Im Wettbewerb im Kajak-Cross startete sie mit einem 18. Platz im Zeitfahren und zog nach einem Sieg im Hoffnungslauf in die Vorläufe ein, nachdem sie ihre erste Runde als Letzte beendet hatte. In ihrem Vorlauf schied sie als Drittplatzierte schließlich aus. Im Einer-Canadier zog sie als Zehnte der Vorrunde ins Halbfinale ein, kam dort aber nicht über Rang 17 hinaus und verpasste damit den Finaleinzug.
Für ihren Olympiaerfolg erhielt sie im September 2024 das Ritterkreuz des Orden Polonia Restituta.